# Плутіно (присілок)
Плутіно (рос. Плутино) — присілок Бокситогорського району Ленінградської області Росії. Входить до складу Самойловського сільського поселення.
Населення — 1 особа (2003 рік). 